# William Batten
Pas d'image ? Cliquez ici

a Compétitions nationales et continentales officielles uniquement.

b Matchs officiels uniquement.
William Batten dit Billy Batten, né le 26 mai 1889 à Kinsley (Angleterre) et mort le 26 janvier 1959 à Wakefield (Angleterre), est un joueur anglais de rugby à XIII évoluant au poste d'arrière, d'ailier ou de centre dans les années 1900, 1910 et 1920. Après des débuts à Hunslet avec lequel il remporte le Championnat d'Angleterre et Challenge Cup en 1908. Il est transféré en 1913 à Hull FC pour 600 livres anglaises ce qui a constitué le record de transfert en rugby à XIII jusqu'en 1921. A Hull FC, il y remporte le Championnat d'Angleterre en 1920 et 1921, et la Challenge Cup en 1914. Il connaît ensuite deux autres expériences à Wakefield et Castleford. Il a été sélectionné à dix reprises en sélection d'Angleterre et à quinze reprises en sélection de Grande-Bretagne. Il a été introduit au Temple de la renommée du rugby à XIII britannique en 1988 lors de son inauguration.

## Palmarès
- Collectif :
  - Vainqueur du Championnat d'Angleterre : 1908 (Hunslet), 1920 et 1921 (Hull FC).
  - Vainqueur de la Challenge Cup : 1908 (Hunslet) et 1914 (Hull FC).
  - Finaliste de la Challenge Cup : 1922 et 1923 (Hull FC).